# Beaucoudray
Beaucoudray ist eine französische Gemeinde mit 136 Einwohnern (Stand 1. Januar 2022) im Département Manche in der Region Normandie. Sie gehört zum Arrondissement Saint-Lô und zum Kanton Condé-sur-Vire. 
Nachbargemeinden sind Moyon Villages im Norden, Tessy-Bocage im Osten, Montabot im Südosten, Percy-en-Normandie im Südwesten und Villebaudon im Westen.

## Bevölkerungsentwicklung
| Jahr      | 1962 | 1968 | 1975 | 1982 | 1990 | 1999 | 2008 | 2018 |
| --------- | ---- | ---- | ---- | ---- | ---- | ---- | ---- | ---- |
| Einwohner | 228  | 188  | 169  | 131  | 119  | 129  | 151  | 131  |

## Sehenswürdigkeiten
- Schloss aus dem 19. Jahrhundert
- Kirche Saint-Laurent aus dem 18. Jahrhundert

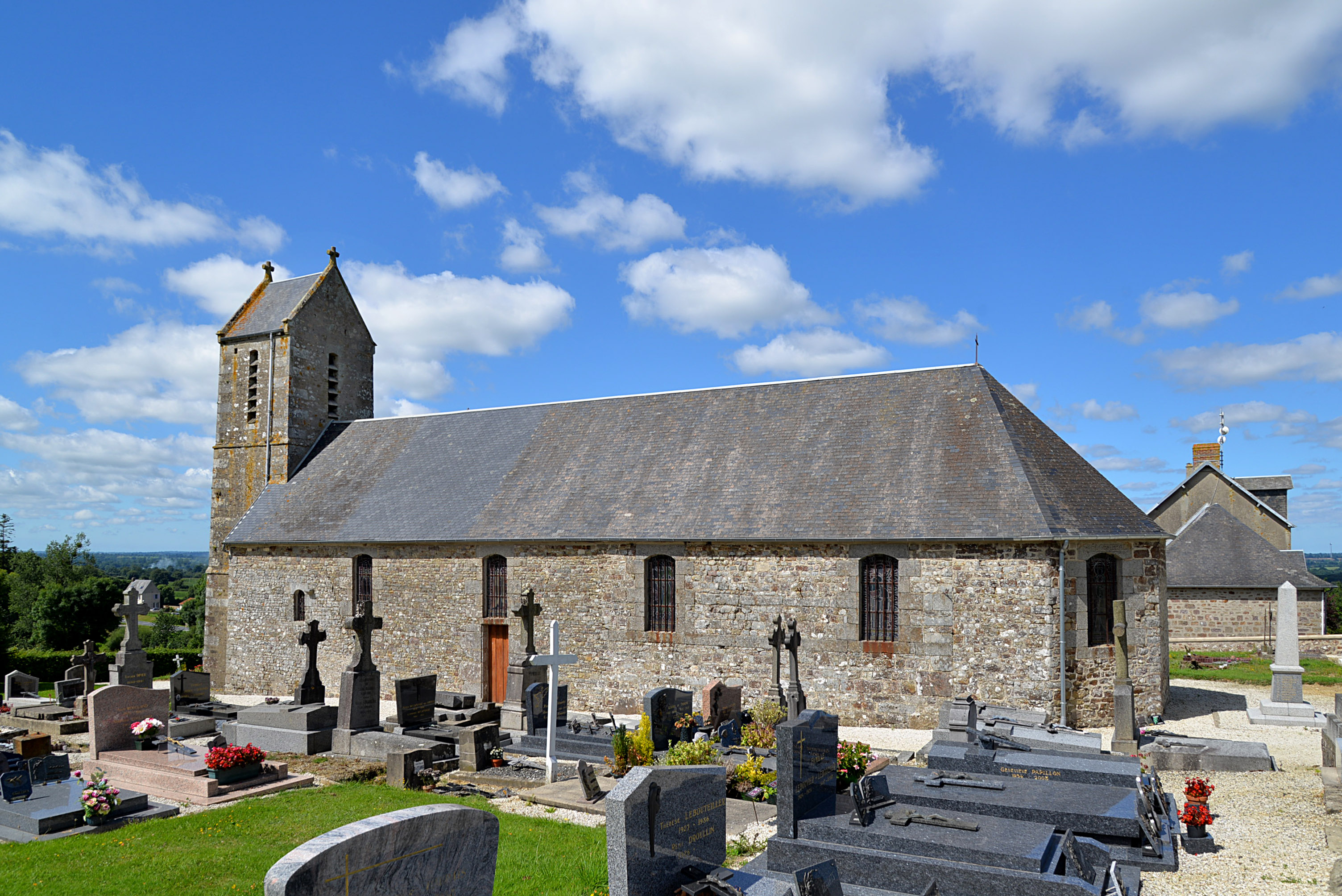
Kirche Saint-Laurent